# Йоанис Загорианакос
Йоанис Загорианакос (на гръцки: Ιωάννης Ζαγοριανάκος, Καπετάν Ζάργας) е гръцки офицер и революционер, деец на Гръцката въоръжена пропаганда в Македония от началото на XX век.

## Биография
Йоанис Загорианакос е роден в 1877 година в село Церова, Гърция. Започва служба в гръцката армия. Напуска службата, за да се присъедини към гръцката въоръжена пропаганда в Македония и действа като втори капитан в районите на Сяр, Нигрита и Халкидики под псевдонима капитан Заргас. Участва в много сражения. В битка при Ормилия на Халкидики е тежко ранен. След възстановяването си действа като агент в Просечен, Кавала, Дедеагач и Цариград. Уволнява се от армията като генерал-майор.